# Чумаков, Григорий Тимофеевич
Григорий Тимофеевич Чумаков (1913—1993) — капитан Советской Армии, участник Великой Отечественной войны, Герой Советского Союза (1944).

## Биография
Родился 24 сентября 1913 года в селе Черкассы (ныне — Саракташский район Оренбургской области).
После окончания семи классов школы и курсов трактористов работал по специальности. В 1935—1938 годах служил в Рабоче-крестьянской Красной Армии. В 1939 году повторно был призван в армию. Участвовал в боях советско-финской войны. В 1941 году окончил курсы усовершенствования командного состава.
С начала Великой Отечественной войны — на её фронтах. В боях шесть раз был ранен, в том числе четыре раза тяжело.
К июню 1944 года старший лейтенант Григорий Чумаков командовал ротой 1187-го стрелкового полка 358-й стрелковой дивизии 21-й армии Ленинградского фронта. Отличился во время освобождения Ленинградской области. 10 июня 1944 года его рота первой поднялась в атаку и выбила финские войска с занимаемых ими позиций. За последующие два дня она штурмом взяла шести финских опорных пунктов. В тех боях три раза был ранен, но продолжал сражаться.
Указом Президиума Верховного Совета СССР от 21 июля 1944 года за «мужество и героизм, проявленные в Выборгской операции», старший лейтенант Григорий Чумаков был удостоен высокого звания Героя Советского Союза с вручением ордена Ленина и медали «Золотая Звезда» за номером 4075.
В 1946 году в звании капитана уволен в запас. Проживал и работал на родине, руководил местным колхозом, затем сельсоветом. Избирался депутатом Верховного Совета СССР 4-го созыва. Умер в 1993 году, похоронен в родном селе.
Был награждён двумя орденами Ленина, орденом Красного Знамени, двумя орденами Отечественной войны 1-й степени и рядом медалей.
В честь Чумакова названы улица в Саракташе, улица и школа в Черкассах.